# Pomeransthunbergia
Pomeransthunbergia (Thunbergia gregorii) är en art i familjen akantusväxter (Acanthaceae) utbredd från Etiopien till tropiska Östafrika.
Det är en snabbväxande, klättrande buske, 2-6 m. Blad klargröna, håriga, äggrunda till trekantiga, till 8 cm långa. Blommorna kommer ensamma i bladvecken på långa stjälkar, de är klocklika, cirka 5 cm i diameter, rent orange. Blommar större delen av året.
Artepitetet hedrar John Walter Gregory (1864–1932), en skotsk upptäcktsresande som upptäckte arten.

## Odling
Frön kan sås i februari-mars. Trivs i vanlig standardjord. Placeras i full sol. Den kan användas som utplanteringsväxt och sätts då ut när risken för frost är över. Föredrar jämn vattning, men kan få torka ut lite lätt mellan vattningarna. Ge näring varje vecka under vår till höst. Odlas vanligen som ettårig, men kan övervintras svalt och torrare, 10-15°C, klarar tillfälligt -2°C, men förlorar då alla blad.

## Synonymer
För vetenskapliga synonymer, se Wikispecies.